# Der ewige Spießer
Der ewige Spießer ist der erste Roman von Ödön von Horváth. Der sozial- und gesellschaftskritische Roman wurde 1930 abgeschlossen und erschien zunächst im Propyläen-Verlag, in dessen Theaterabteilung Arcadia zuvor auch schon Horváths Stücke veröffentlicht worden waren.

## Inhalt
Episodenhaft und assoziativ erzählend, ohne eine durchgehende eigentliche Handlung zu haben, versucht der Roman anhand von Ausschnitten verschiedener Lebensläufe, die vor und während der Weltwirtschaftskrise nach dem Ersten Weltkrieg in München spielen, den modernen Typus des deutschen Spießers zu charakterisieren.
Alfons Kobler zum Beispiel, ein entlassener Automobil-Verkäufer, nutzt sein gutes Aussehen, um sich von älteren Damen aushalten zu lassen und in die gute Gesellschaft aufzusteigen, wobei er auch vor Unterschlagung und Betrug nicht zurückschreckt. Anna Pollinger, eine arbeitslose Näherin, hatte ein Verhältnis mit ihm. Irgendwann beschließt sie „praktisch“ zu werden und sich für Liebesdienste nur noch bezahlen zu lassen; sie beginnt sich zu prostituieren. Im Atelier eines Künstlers, der seine Aktmodelle auch an zahlungskräftige Kunden verkuppelt, lernt sie Harry Priegler, den Sohn eines reichen Kriegsgewinnlers kennen, der sie zu einem Ausflug mit seinem Sportwagen einlädt mit dem Hintergedanken, dass sie die Einladung zum Abendessen mit der Bereitschaft zum Geschlechtsverkehr bezahlen muss. Am Ende trifft sie auf den Arbeitslosen Josef Reithofer, der ihr ganz uneigennützig und ohne etwas von ihr zu erwarten eine Arbeitsstelle vermittelt.
Neben den schon genannten, durchgehend den Roman bestimmenden Figuren, die mehr oder weniger lose miteinander verknüpft sind, treten – teils sehr kurz skizziert – eine Reihe weiterer Gestalten auf, wobei der Leser dennoch Details aus deren Lebensgeschichten erfährt. So spielt ein verkommener Adliger eine Rolle, ein als Künstler gescheiterter Intellektueller, der nun als Journalist arbeitet, und zahlreiche Repräsentanten bürgerlicher oder kleinbürgerlicher Schichten.
Das Manuskript des Romans wird im Literaturarchiv der Österreichischen Nationalbibliothek aufbewahrt.

## Ausgabe
Gesammelte Werke von Ödön von Horváth, Suhrkamp Verlag, Frankfurt am Main 1970, ISBN 3-518-04482-6.

## Hörspielbearbeitung
- Der ewige Spießer. Hörspiel in vier Teilen. Mit: Peter Simonischek, Stephan Zinner, Johannes Silberschneider, Brigitte Hobmeier, Stefan Leonhardsberger, Constanze Wächter, Hannes Ringlstetter, Markus Böker, Peter Fröhlich, Norman Hacker, Irina Wanka, Andreas Wimberger, Andrea Wenzl, Jens Atzorn u. a. Bearbeitung: Katarina Agathos/Bernadette Sonnenbichler. Komposition: Georg Glasl. Regie: Bernadette Sonnenbichler. Bayerischer Rundfunk/Hörspiel und Medienkunst, Ausstrahlungen im August 2018.[2] Als Podcast/Download im BR Hörspiel Pool.[3]